# Heiße Hexe
Heiße Hexe ist der Markenname für ein ehemaliges Convenience-Food-System der Unilever-Tochter Langnese-Iglo, das ab 1988 bis Mitte der 1990er Jahre in Deutschland populär war, teils aber noch bis zu Beginn dieses Jahrtausends von Tankstellenbetreibern angeboten wurde. Ein ähnliches System gab es auch von Schöller unter der Marke Hot Shop.
Bei dem Konzept handelte es sich um einen mit Mikrowellentechnik bestückten Automaten, der eine Auswahl von 13 Fertiggerichten wie Hamburger, Cheeseburger und Hot Dogs bot. Ende der 1980er Jahre wurden etwa 10.000 Geräte verkauft oder verleast. Das Zubereiten fremder Produkte in diesem Automaten zog Konventionalstrafen nach sich. Ziel war es, sich Marktanteile am damals wachsenden Fast-Food-Segment zu verschaffen, indem vor allem kleinere Betriebe wie Kioske, Trinkhallen und Tankstellen ohne eigene Küche beliefert wurden. Bis 2011/12 bot das Unternehmen unter der Marke weiterhin Tiefkühlprodukte für den heimischen Mikrowellenherd an.